# Вишневский, Пшемыслав
Пшемыслав Вишневский (пол. Przemysław Wiśniewski; родился 27 июля 1998 года, Забже, Польша) — польский футболист, защитник итальянского футбольного клуба «Специя».

## Клубная карьера
Пшемыслав Вишневский — воспитанник «Гурник (Забже)». За резервную команду клуба дебютировал в матче против жмигрудоского «Пяста». Свой первый мяч забил в ворота «Гурник (Валбжих)». За основную команду дебют состоялся в матче 1-го тура против «Короны». Свой первый гол забил в ворота «Легии». Всего за клуб сыграл 170 матчей, где забил 7 мячей и отдал 7 голевых передач.
1 июля 2022 года перешёл в «Венецию». Дебют игрока за клуб состоялся в матче против «Дженоа». Всего за клуб сыграл 20 матчей.
25 января 2023 года перешёл в «Специю». Свой первый матч за клуб сыграл в 21-м туре против «Наполи».

## Карьера в сборной
Играл за молодёжные сборные Польши. Провёл три игры: одну за сборную до 20 лет, две — за сборную до 21 года.